# Munhoz
Munhoz este un oraș în Minas Gerais (MG), Brazilia.